# Povestea bătrânului fabricant de vopsea
Povestea bătrânului fabricant de vopsea (în engleză The Adventure of the Retired Colourman) este una dintre cele 56 povestiri scurte cu Sherlock Holmes ale lui Sir Arthur Conan Doyle și a zecea povestire din volumul Arhiva lui Sherlock Holmes. În reeditările mai noi ale volumului, ea este a douăsprezecea povestire.
Ea a fost publicată la 18 decembrie 1926 în revista americană Liberty și în ianuarie 1927 în Strand Magazine (ilustrată de Frank Wiles), apoi în volumul "Arhiva lui Sherlock Holmes" (în engleză The Case-Book of Sherlock Holmes) editat în 1927 de John Murray din Anglia. 

## Subiect

### Misterul inițial
Sherlock Holmes este angajat de un fabricant de vopsea retras din afaceri din Lewisham, Josiah Amberley, pentru a se ocupa de cazul dispariției soției sale. Amberley fusese asociat la "Brickfall și Amberley", fabricanți de materiale pentru pictură, dar se retrăsese în 1896, la vârsta de 61 ani. Cu banii strânși, el și-a cumpărat o casă la Lewisham, iar la începutul anului 1897 s-a căsătorit cu o femeie foarte frumoasă și cu 20 de ani mai tânără decât el. 
Pasionat de șah, Amberley și-a găsit un partener de joc în persoana unui tânăr medic pe nume Ray Ernest, ce locuia în vecinătate. Doctorul și soția lui Amberley au devenit apropiați și au dispărut împreună săptămâna trecută, luând cu ei o bună parte din economiile de-o viață ale bătrânului (bani și titluri de valoare). Amberley vrea ca Holmes să-l ajute să-și găsească soția și să-și recupereze banii. El apelase anterior și la poliție, dar aceștia îi spuseseră că nu-l pot ajuta.

### Rezolvare
Holmes era prea ocupat în acel moment cu investigarea unui alt caz; el îl trimite pe dr. Watson la Lewisham să examineze locul faptei, deși Watson este conștient de faptul că nu știe dacă va putea fi de mare folos. El se deplasează acolo, observând că Amberley este ocupat cu vopsirea lemnăriei de pe coridorul casei, ceea ce pare un pic ciudat. Bătrânul îi spune că în seara dispariției, el și cu soția sa aveau rezervate două locuri la Teatrul Haymarket, dar, în ultimul moment, soția sa s-a plâns de o migrenă și a refuzat să meargă. Amberley i-a arătat doctorului Watson biletul neutilizat de soția sa, doctorul reținând numărul acestuia.
În timp ce Amberley a mers singur la teatru, soția sa și tânărul medic au dispărut, luând banii și titlurile de valoare dintr-o cameră de valori dotată cu o ușă de fier. El dăduse poliției o listă cu titlurile de valoare furate pentru ca acestea să fie depistate în cazul când cineva va încerca să le vândă. Amberley îi arată lui Watson camera sa de valori care era ca un seif bancar, spunându-i că soția sa avusese probabil o dublură a cheii.
În timpul investigației sale, Watson văzuse pe stradă un pierde-vară înalt, negricios, cu o mustață deasă și aer milităresc. Mai târziu, pe drumul spre 221B Baker Street, el observă că era urmărit de acel individ care a sărit după el în trenul ce pleca din gara Blackheath, dar l-a pierdut în mulțime. Holmes îl recunoaște pe individ din descriere, dar nu-i spune lui Watson cine era urmăritorul său.
În lipsa doctorului, Holmes făcuse și el o serie de cercetări, în urma cărora reieșise că Amberley era un individ zgârcit (deși avea bani, casa și grădina lui se aflau într-o stare de paragină) și un bărbat gelos. El este un pasionat jucător de șah (așa cum este și Ernest, această pasiune apropiindu-i pe cei doi bărbați), ceea ce îi sugerează lui Holmes că bătrânul are, de asemenea, o minte capabilă de intrigi.
A doua zi, Amberley vine și le aduce la cunoștință lui Holmes și Watson că primise o telegramă de vicarul Elman din Little Purlington (un sătuc din Essex), care scria că are informații despre dispariție. Detectivul le recomandă lui Watson și Amberley să se deplaseze acolo, dar îi spune lui Watson să facă tot posibilul ca Amberley să nu se întoarcă din drum. Ajunși acolo, cei doi află că vicarul Elman nu le trimisese nicio telegramă, iar, în plus, nu mai aveau în acea seară niciun tren cu care să se întoarcă la Londra.
Reveniți la Londra, Watson și Amberley găsesc un mesaj din partea lui Holmes în care li se cerea să meargă amândoi la Lewisham. Ajunși acolo, ei îi găsesc în sufrageria casei pe detectiv, împreună cu un bărbat negricios cu ochelari cu lentile fumurii (care era acel pierde-vară care-l urmărise pe Watson). Sherlock îi pune lui Amberley următoarea întrebare: "Ce ai făcut cu cadavrele?", la care bătrânul face o față oribilă ca de fiară și încearcă să se sinucidă înghițind o pastilă cu otravă, dar este forțat de Holmes să o scuipe. Detectivul și negriciosul cu ochelari cu lentile fumurii îl înhață pe Amberley, îl târăsc cu forța într-o trăsură și îl duc la secția de poliție. 
Sherlock se întoarce de acolo împreună cu inspectorul MacKinnon. El îi spune lui Watson că negriciosul cu ochelari cu lentile fumurii era Barker, rivalul său de pe celălalt mal al Tamisei , un detectiv particular care rezolvase mai multe cazuri. Acesta fusese angajat de familia doctorului Ray Ernest pentru a-l găsi pe medicul dispărut. El a supravegheat casa lui Amberley și a ajuns la concluzia că se petrecuse ceva ciudat. În seara în care Watson și Amberley au înnoptat la Little Purlington, Holmes a încercat să intre în casă prin efracție și a fost "prins" de către Barker, dar cei doi au decis să-și continue investigația împreună. Telegrama trimisă lui Amberley fusese trimisă de un om de-al lui Holmes dintr-un sat uitat de lume, ceea ce l-ar fi făcut pe bătrânul fabricant de vopsea să nu mai aibă în acea seară un tren de întoarcere.
Holmes explică modul în care a ajuns la concluzia sa. Alibiul lui Amberley s-a destrămat atunci când Holmes a descoperit că locul său de la Teatrul Haymarket nu a fost ocupat în acea seară, numărul locului fiind dedus după cel al biletului pe care pretindea că era al soției sale. De asemenea, vopsirea lemnăriei era un prim indiciu. Holmes și-a dat seama că ea avea scopul de a masca un miros și el a descoperit în curând că era vorba de mirosul de gaz. El a găsit o țeavă de gaz care intra în camera blindată și se termina acolo; printr-un robinet din exterior camera blindată putea fi inundată cu gaz. Amberley și-a atras soția și pe presupusul ei amant - el îl suspecta pe dr. Ernest că ar fi amantul soției sale - în camera blindată, i-a închis acolo și a dat drumul la gaz, omorându-i din gelozie. El a ascuns pe undeva titlurile de valoare "furate". Chiar deasupra plintei, una dintre victime a scris cu un creion roșu “We we…”, vrând probabil să scrie "We were murdered.” (în română Am fost uciși, dar și-a pierdut cunoștința înainte să termine.
Amberley apelase în afară de poliție și la ajutorul lui Sherlock Holmes din "pură fanfaronadă", crezând că nimeni nu și-ar putea da seama ce s-a întâmplat. Cadavrele celor doi au fost găsite într-un puț de apă dezafectat aflat în grădină, ascuns sub o cușcă de câine, exact cum le-a sugerat polițiștilor de către Holmes. Detectivul crede că Amberley va sfârși mai degrabă la Broadmoor (spital pentru infractorii bolnavi psihic din sudul Angliei) decât la spânzurătoare, din cauza stării sale psihice.

## Personaje
- Sherlock Holmes
- Harold Stackhurst - directorul școlii pregătitoare "The Gables"
- Josiah Amberley - fost asociat la "Brickfall și Amberley", fabricanți de materiale pentru pictură
- Barker - detectiv particular angajat de familia dr. Ray Ernest
- MacKinnon - inspector la Scotland Yard
- J.C. Elman - vicar în Moonsmoor și Little Purlington

## Comentariu
Acțiunea povestirii are loc în 1898 sau la începutul anului 1899, conform unei indicații de la începutul operei literare. Holmes spune că Amberley s-a retras din afaceri în 1896, s-a căsătorit la începutul anului 1897, iar în doar doi ani s-a transformat într-o ființă nenorocită și distrusă.

## Aluzii la anchete inedite
La începutul povestirii, Sherlock Holmes evocă un alt caz la care lucrează în paralel cu cazul fabricantului de vopsea. Această anchetă, numită « cazul celor doi patriarhi copți », este inedită și urma să fie încheiată în aceeași zi în care i s-a prezentat cazul bătrânului fabricant de vopsea.

## Adaptări
Povestirea a fost adaptată în 1965 pentru un episod (episodul 11) al serialului TV Sherlock Holmes (realizat de BBC) cu actorii Douglas Wilmer și Nigel Stock. Rolul lui Josiah Amberley este interpretat de Maurice Denham. 
O adaptare radiofonică a povestirii, intitulată "The Retired Colourman", a fost difuzată la 29 martie 1995 de BBC Radio; în această adaptare, Clive Merrison a interpretat rolul lui Sherlock și Michael Williams pe cel al dr. Watson.

## Traduceri în limba română
- „Fabricantul de vopsele”, în revista România ilustrată, București, anul VI, nr. 296, 29 septembrie 1932, pp. 25-27, traducere de Const. Galitza
- „Aventura negustorului de vopsele retras din afaceri”, în vol. Vampirul din Sussex, Ed. Vremea SC, București, 1992, traducere de Daniela Caraman-Fotea
- „Povestea bătrânului fabricant de vopsea”, în vol. Aventurile lui Sherlock Holmes. Vol IV, Colecția Adevărul, București, 2010, traducere de Alina Claudia Begu; reeditat în 2011